# Earle Nelson
Pour les articles homonymes, voir Nelson.
Earle Leonard Nelson, aussi connu sous le surnom de Gorilla Killer, né le 12 mai 1897 et mort le 13 janvier 1928, est un tueur en série américain.

## Biographie
Earle Nelson étudiait souvent sa bible usée, l’utilisant pour mettre à l’aise ses victimes et prendre au dépourvu son entourage. Une fois qu’il obtenait leur confiance, il les tuait avant de se livrer à des actes de cannibalisme.
Nelson étrangla une jeune fille et fut hospitalisé dans un institut psychiatrique en 1921. Il fut relâché de Napa mental institution en 1925. Sa folie criminelle commença en 1926. La plupart de ses victimes étaient des femmes, propriétaires de logements, qu’il approchait en prétextant vouloir louer une chambre. Il les attaquait et les tuait très peu de temps après, et laissait leurs corps sous le lit le plus proche. Nelson réussit à ne pas se faire arrêter dans sa folie meurtrière de 18 mois en utilisant de fausses identités et en fuyant rapidement.
Nelson revendiqua des victimes dans plusieurs villes de la côte ouest des États-Unis, dans le Midwest et jusqu’au Canada, où il fut finalement capturé en 1927 à la suite de deux meurtres à Winnipeg. À cette époque, il était un criminel très recherché, ayant déjà tué au moins 20 femmes et un bébé de huit mois. Il fut jugé et déclaré coupable du massacre à Winnipeg d’Emily Patterson. Elle fut retrouvée par son mari, étranglée sous son lit, alors que celui-ci priait à genoux pour qu’elle revienne saine et sauve après sa disparition. Patterson était la cinquième victime de Nelson en seulement 10 jours.
Plus tard, Nelson fut localisé par un commerçant à environ 480 km au sud-ouest de Winnipeg à Wakopa, dans le Manitoba. La police fut prévenue et réussit à le capturer avant de le placer en cellule à Killarney, dans le Manitoba. Alors que les autorités attendaient la police de Winnipeg pour escorter Nelson à Winnipeg, celui-ci s’évade. Malgré cela, Nelson fit l’erreur de prendre le même train qui transportait des membres de la police de Winnipeg et fut à nouveau capturé.
Nelson fut pendu à la prison de Vaughan, à Winnipeg, le 13 janvier 1928.

## Source
- (en) Cet article est partiellement ou en totalité issu de l’article de Wikipédia en anglais intitulé « Earle Nelson » (voir la liste des auteurs).